# Woodville (Texas)
Woodville és un poble al Comtat de Tyler a l'estat de Texas. Segons el cens del 2000 tenia 2.415 habitants.

## Demografia
Segons el cens del 2000, Woodville tenia 2.415 habitants, 990 habitatges, i 591 famílies. La densitat de població era de 296 habitants per km².
Dels 990 habitatges en un 26,6% hi vivien nens de menys de 18 anys, en un 40,3% hi vivien parelles casades, en un 16,9% dones solteres, i en un 40,3% no eren unitats familiars. En el 37,9% dels habitatges hi vivien persones soles el 20,6% de les quals corresponia a persones de 65 anys o més que vivien soles. El nombre mitjà de persones vivint en cada habitatge era de 2,25 i el nombre mitjà de persones que vivien en cada família era de 3,01.
Per edats la població es repartia de la següent manera: un 24,6% tenia menys de 18 anys, un 7,5% entre 18 i 24, un 21,3% entre 25 i 44, un 21,9% de 45 a 60 i un 24,8% 65 anys o més.
L'edat mediana era de 41 anys. Per cada 100 dones de 18 o més anys hi havia 73,4 homes.
La renda mediana per habitatge era de 23.711 $ i la renda mediana per família de 31.000 $. Els homes tenien una renda mediana de 30.515 $ mentre que les dones 21.125 $. La renda per capita de la població era de 14.686 $. Aproximadament el 19,7% de les famílies i el 23,5% de la població estaven per davall del llindar de pobresa.

## Poblacions properes
El següent diagrama mostra les poblacions més properes.